# Яковкин, Илья Фёдорович
Илья́ Фёдорович Яко́вкин (12 июля 1764 — 26 марта 1836, Казань) — заслуженный профессор и ректор Императорского Казанского университета (1805—1813).

## Биография
Родился 12 июля 1764 года в семье священника села Богородского Соликамского уезда Пермской губернии. Получив начальное обучение в доме своего дяди, игумена Соликамского Вознесенского монастыря, восьмилетний Яковкин был определён (в 1772 году) в Вятскую духовную семинарию, во время пребывания в которой самостоятельно занимался изучением новых языков, и притом настолько успешно, что оказался в состоянии перевести с французского языка историю Роберта, герцога Нормандского, впоследствии даже напечатанную.
Окончив в 1782 году курс в семинарии, Яковкин получил в ней должность учителя русской, славянской и латинской грамматики и географии. Но в следующем 1783 году он был вызван в Петербург, одновременно с целой партией молодых людей семинарского образования, для сформирования комплекта учеников педагогических курсов, учрежденных при местном главном народном училище и вскоре переименованных в учительскую семинарию. Прослушав здесь ряд курсов различных наук, Яковкин 20 августа 1786 года был удостоен звания «учителя высших разрядов по историческим и географическим предметам» и с 1787 года состоял преподавателем истории, географии, русского и латинского языков в придворном певческом корпусе, где он преподавал также естественную историю и языки французский и немецкий.
В конце 1798 года состоялось открытие восстановленной Казанской гимназии, для которой формировался учительский персонал; в число учителей её был определен и Яковкин, с поручением ему исторического и географического класса. Переходя на службу в Казань, Яковкин пользовался уже известным именем в современном педагогическом мире и в педагогической литературе, немало потрудившись в петербургскую пору своей службы над составлением учебников, — дело, которое он вёл под ближайшим руководством известного педагога екатерининской эпохи Ф. И. Янковича-де-Мириево для комиссии о народных училищах.
Инцидент, разыгравшийся летом 1804 года в Казанской гимназии и вызванный внутренними гимназическими настроениями, дал возможность Яковкину, бывшему в то время инспектором, проявить знание психологии молодежи, успокоить её и рядом осторожных распоряжений водворить в гимназии порядок. За такую распорядительность Яковкин удостоился особой благодарности попечителя и был назначен исправляющим должность директора, а в следующем 1805 году был утверждён директором гимназии.
В это же время он стал ординарным профессором по кафедре российской истории, географии и статистики открывшегося Императорского Казанского университета. Яковкин, пользовавшийся расположением и неограниченным доверием пребывавшего в столице попечителя Румовского, оказывал решительное и самовластное влияние на начальный ход жизни молодого университета, энергично подавляя малейшие поползновения членов совета к проведению в жизнь автономных начал, дарованных университету уставом 1804 года. Такое положение создалось для Яковкина, главным образом, ввиду переходного состояния, в котором находился Казанский университет почти до самого полного открытия своего в 1814 году — без выборных ректора и деканов, без разделения на факультеты, без правильно поставленного преподавания, до осени 1811 года даже в полной унии с гимназией, ввиду чего Яковкин, пользовавшийся наименованием «профессора-директора», в течение первых десяти лет существования университета соединял в своем лице звание директора гимназии с фактическим положением ректора университета. Вся эта начальная пора жизни Казанского университета ознаменована была борьбой Яковкина с протестующей против него и представляемого им режима советской партией, во главе которой особенно рельефно выступали адъюнкты Карташевский и Запольский и профессора Цеплин, Герман и Каменский. Благодаря поддержке попечителя Румовского шансы этой борьбы постоянно склонялись в пользу Яковкина, и протестующие члены совета вынуждены были сложить оружие перед самовластием профессора-директора. Но смерть Румовского в 1812 году стала началом конца того исключительного и полновластного положения, какое занимал Яковкин в начальную пору жизни Казанского университета. Новый попечитель, М. А. Салтыков, выступил решительным противником профессора-директора, и в июле 1813 года Яковкин вынужден был сложить с себя звание инспектора студентов университета. В 1814 году во главе университета стал выбранный советом ректор, профессор Браун.
В 1816 году, 27 марта, Яковкин был утверждён заслуженным профессором, явившись первым членом Казанского университета, удостоенным этого почётного звания. После ревизии Казанского университета, произведенной в 1819 году М. Л. Магницким, Яковкин вместе со многими профессорами был уволен от службы. В годы, последовавшие за увольнением его из университета, Яковкин жил в Царском Селе, но потом снова переехал в Казань, где и скончался на 73-м году жизни.
Его дочь Прасковья Ильнична (1794—1858) была женой профессора барона Егора Васильевича Врангеля.

## Сочинения
1. История Роберта, герцога Нормандского, прозванного Диаволом : пер. с франц. — СПб., 1785.
2. Зрелище света, или Всемирное жизнеописание. — СПб., 1789 (были и последующие издания).
3. Словарь французских речений первообразных, с немецким, латинским и российским переводами и проч. — СПб., 1796.
4. Летосчислительное изображение истории знатнейших европейских государств. — СПб., 1794.
5. Летосчислительное изображение древней всемирной истории. — СПб., 1798.
6. Летосчислительное изображение российской истории. — СПб., 1798 (и Казань, 1814).
7. Учебник всемирной истории. — СПб., 1798.
8. Учебник краткой российской истории. — СПб., 1799.
9. Царскосельский летописец. По бумагам царскосельской конторы // Отечественные записки. — 1827. — Ч. 30, 31.
10. История Села Царского. — СПб., 1829. — Ч. 1-2.
11. Описание Села Царского, или Спутник обозревающих оное. — СПб., 1830.
12. Замечания, наблюдения и мысли о снабжении гор. Казани волжской или кабанной водой, о качестве их и способах сделать кабанные воды обильными и проточными // Заволжский Муравей. — 1833.